# ジャン＝バティスト・エブレ

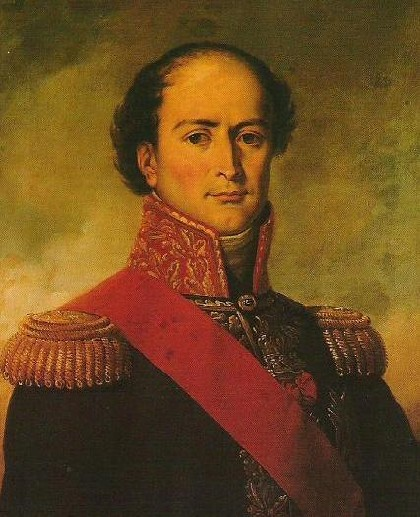
ジャン＝バプティスト・エブレ

ジャン＝バティスト・エブレ（Jean-Baptiste Eblé、1758年12月21日 - 1812年12月31日）は、ナポレオン戦争期に活躍したフランスの将軍である。特に1812年のロシア戦役における大陸軍の撤退戦では、砲兵及び工兵としての卓越した能力で名を馳せた。

## 生涯

### 初期のキャリア
エブレは1758年12月21日、ロレーヌ地方のサン＝ジャン＝ロールバックで生まれた。1793年、父と同様に砲兵としてフランス軍に入隊し、2年後には士官に昇進した。ドイツ北部での活躍を通じて急速に昇進を重ね、その軍事的な才能を認められた。

### 昇進と功績
エブレのキャリアは順調に進展した。1805年のアウステルリッツの戦いでは砲兵旅団長を務め、その手腕を発揮した。1806年にはマクデブルク知事に任命され、行政能力も示した。さらに1808年にはフランスの衛星国であったヴェストファーレン王国の戦争大臣に任命され、要職を歴任した。翌1809年にはスペインのシウダーロドリゴ及びアルメイダにおいて、アンドレ・マッセナ元帥の指揮下で砲兵隊を率いて戦い、ここでも重要な役割を果たしている。

### ロシア戦役と舟橋工兵隊の指揮
1811年、ナポレオンがロシア侵攻のために編成した大陸軍において、エブレは舟橋工兵隊の指揮官に任命された。彼は部下たちの経験と知識不足を見抜き、約1年間の徹底した訓練によって彼らに十分な熟練技術を習得させた。また、エブレは舟橋建設に必要な様々な工具を発明し、特に金属加工部品を製造するための馬車搭載型移動式金属炉は非常に有名であった。これは工兵部隊の機動性と自給自足能力を大幅に向上させるものであった。

### ベレジナ川の渡河と死
モスクワからの撤退途中、オルシャにおいてナポレオンは、炉や架橋用資材を含む不要な機材の焼却を命じた。エブレは炉がなければ任務を遂行できないこと、そして渡河不可能な河川が大陸軍の最大の脅威となることをナポレオンに説得したが、結局ナポレオンは炉の破壊を命じた。しかし、エブレは炉の重要な部分を密かに保存していた。

大陸軍がロシア軍によって追い詰められ、ベレジナ川に到達した際、エブレをはじめとする工兵隊は極寒の水中での驚異的な働きを見せ、橋の架設に成功した。この橋のおかげで、大陸軍の残存兵力の多くは危機を脱出することができた。しかし、ロシア戦役での過酷な任務はエブレの健康に深刻な打撃を与え、彼はロシア脱出後に病に倒れた。そして、1812年12月31日、ケーニヒスベルクでその生涯を閉じた。エブレの功績は、ベレジナ川の奇跡的な渡河における工兵隊の活躍によって、ナポレオン戦争史に深く刻まれている。